# Guilherme de Jülich-Cleves-Berg
Guilherme de Jülich-Cleves-Berg também conhecido como Guilherme, o Rico (em alemão:  Wilhelm, der Reiche; Düsseldorf, 28 de julho de 1516 – Düsseldorf, 5 de janeiro de 1592) foi o duque soberano de Jülich-Cleves-Berg (1539–1592).
Como soberano, era conhecido por Guilherme V, Duque de Jülich, Guilherme IX, Conde de Jülich, Guilherme IV de Berg, e Guilherme I de Cleves-Mark.

## Biografia
Guilherme era o filho único de João III, Duque de Jülich-Cleves-Berg, e de Maria, Duquesa de Jülich-Berg. Guilherme herdou os estados de seu pai (o Ducado de Cleves e o Condado de Mark) quando este morreu em 1539. Apesar de sua mãe ter vivido até 1543, Guilherme sucedeu-lhe nos estados da família materna, tornando-se Duque de Berg e de Jülich e Conde de Ravensberg.
De 1538 a 1543, Guilherme também deteve o vizinho Ducado de Gueldres, como sucessor dos seus familiares distantes, os duques da dinastia Egmond. O imperador Carlos V reclamou este ducado para si próprio uma vez que os duques haviam vendido o direito de herança, e Guilherme tentou manter Gueldres. Ele assinou um tratado com o Rei de França, casando com Joana de Albret, e com este apoio ousou desafiar o Imperador. Mas rapidamente percebeu que os franceses não levantariam um dedo para o ajudar, sendo derrotado e acabando por se render. Pelo Tratado de Venlo (1543), que pôs fim ao conflito, a Gueldres e o Condado de Zutphen foram transferidos para Carlos V, que os incluiu nas Países Baixos dos Habsburgos.
Guilherme tentou, então, fortalecer e enriquecer os territórios herdados lançando um projeto de desenvolvimento impressionante para as cidades mais importantes. Os três ducados foram todos dotados de novas fortalezas como pontos de defesa, uma vez que as antigas fortificações medievais provaram não poderem fazer frente à artilharia imperial. As cidades de Jülich, Dusseldórfia e Orsoy tornaram-se as fortalezas, respetivamente, dos ducados de Jülich, de Berg e de Cleves; as cidades de Jülich e Düsseldorf foram também dotadas com residências impressionantes. Para esta tarefa ele contratou o arquiteto italiano Alessandro Pasqualini, de Bolonha, que já dera provas das suas capacidades por diversos trabalhos nos Países Baixos. Ainda hoje é possível identificar alguns traços nos projetos de Pasqualini para as fortificações e palácios, especialmente em Jülich onde a cidadela (construída em 1548-1580) é uma referência marcante, com partes do palácio renascentista ainda de pé.
A irmã de Guilherme, Ana de Cleves foi, durante seis meses, a quarta mulher do rei Henrique VIII de Inglaterra.
Através da sua filha, Maria Leonor de Cleves, Guilherme tornou-se antepassado da Landegravina Maria Luísa de Hesse-Cassel, mulher de João Guilherme Friso, Príncipe de Orange e, por isso, antepassado de todos os atuais monarcas europeus.

## Casamentos e descendência
Em 1541, Guilherme casou com Joana de Albret (1528–72), herdeira do Reino de Navarra, quando ela tinha apenas 13 anos, mas este casamento político veio a ser anulado 4 anos depois.
A 18 de julho de 1546, Guilherme casou com a arquiduquesa Maria de Habsburgo (1531–81), filha do imperador Fernando I, e de Ana da Boêmia e Hungria, de quem teve sete filhos:
1. Maria Leonor (Marie Eleonore) (1550–1608), que casou com Alberto Frederico, Duque da Prússia.[2]
2. Ana (Anna) (1552–1632), que casou com Filipe Luís do Palatinado-Neuburgo.[2]
3. Madalena (Magdalene) (1553–1633), que casou com João I do Palatinado-Zweibrücken (irmão de Filipe Luís)[2]
4. Carlos Frederico (Karl Friedrich) (1555–75), Príncipe-herdeiro; morreu antes do pai com 20 anos.
5. Isabel (Elizabeth) (1556–61)
6. Sibila (Sibylle) (1557–1627), que casou com Carlos, Margrave de Burgau [3][2][4]
7. João Guilherme (Johann Wilhelm) (1562–1609), Bispo de Münster, Duque de Jülich-Cleves-Berg, Conde de Mark, Conde de Ravensberg, Senhor de Ravenstein.

## Brasão de armas
| Brasão | Descrição |
| ------ | --- |
|        | Brasão de Guilherme, o Rico Esquartelado; no 1 de Cleves, no 2 de Jülich, no 3 de Berg e no 4 de Mark. Sobre o todo Ravensberg. |